# チャールズ・フィッツジェラルド (第4代リンスター公爵)

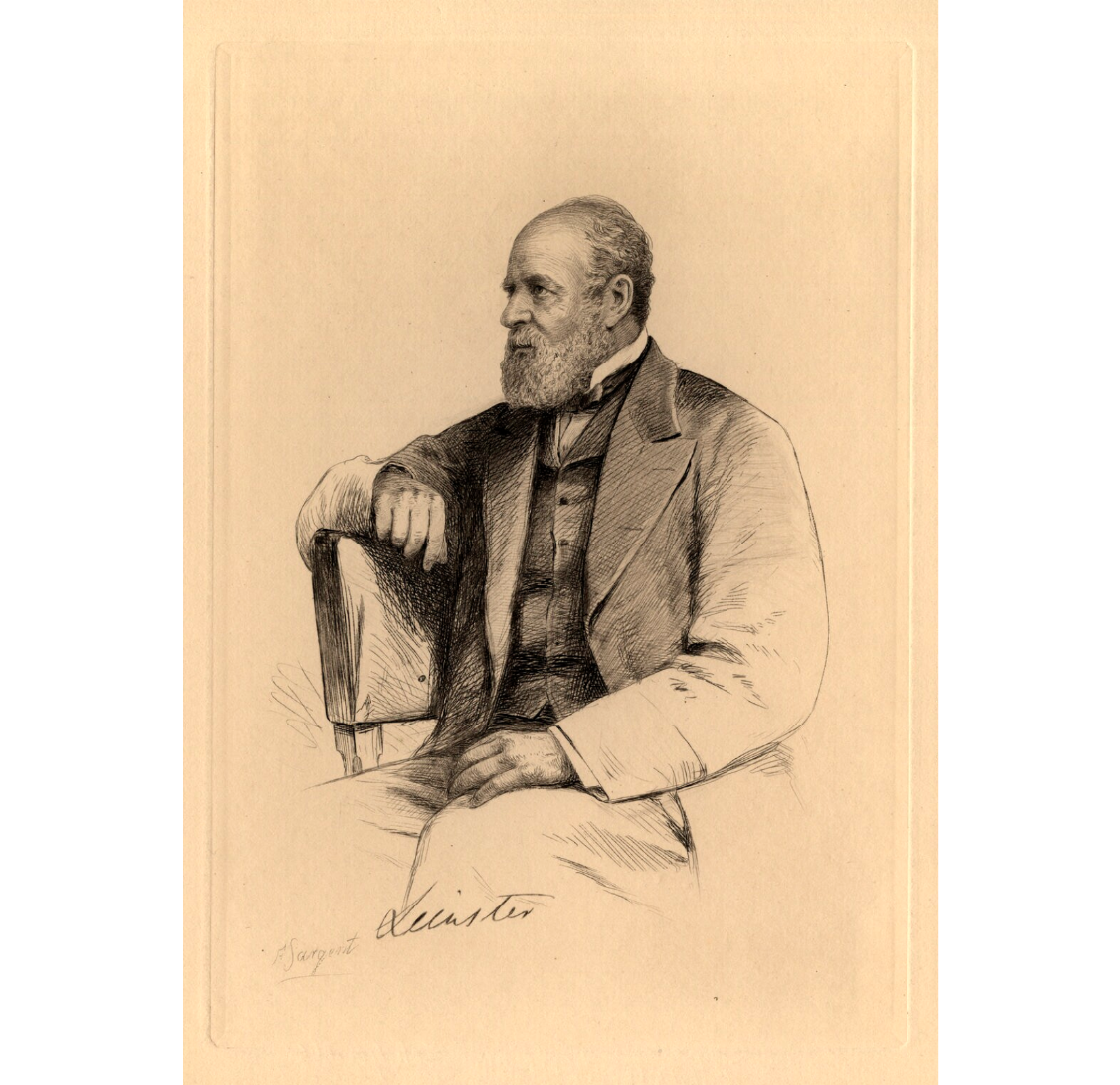
第4代リンスター公爵。1874年と1887年の間、フレデリック・サージェント（Frederick Sargent）による作品とされる。

第4代リンスター公爵チャールズ・ウィリアム・フィッツジェラルド（英語: Charles William FitzGerald, 4th Duke of Leinster PC (Ire)、1819年3月30日 – 1887年2月10日）は、イギリスの貴族、政治家。自由党に所属し、1847年から1852年まで庶民院議員を務めた。1874年までキルデア侯爵の儀礼称号を使用した。

## 生涯
第3代リンスター公爵オーガスタス・フィッツジェラルドと妻シャーロット・オーガスタ（Charlotte Augusta、旧姓スタンホープ（Stanhope）、1793年2月15日 – 1859年2月15日、第3代ハリントン伯爵チャールズ・スタンホープの娘）の息子として、1819年3月30日にダブリンのラトランド・スクエア（現パーネル・スクエア）で生まれた。1837年10月19日にオックスフォード大学クライスト・チャーチに入学、1840年にB.A.の学位を、1852年にM.A.の学位を修得した。
1841年から1887年に死去するまでアイルランド国民教育委員（Commissioner of National Education in Ireland）の1人を務めた。1843年、キルデア県長官を務めた。
ホイッグ党、のち自由党に所属し、1847年から1852年までキルデア選挙区の代表として庶民院議員を務めた。ほかにもキルデア県の治安判事を務めた。
1870年5月3日、連合王国貴族であるキルデア県におけるキルデアのキルデア男爵に叙された。同年10月4日から1881年までクイーンズ大学アイルランドの学長を務めた。
1874年10月10日に父が死去すると、リンスター公爵位を継承した。同年から1887年に死去するまで王立ダブリン協会会長を務めた。1879年3月31日、アイルランド枢密院の枢密顧問官に任命された。
1876年時点でキルデア県に67,227エーカーの、ミーズ県に1,044エーカーの領地を所有し、合計で年収47,646ポンド相当だった。1883年にはキルデア県71,977エーカー、ミーズ県1,123エーカー（合計で年収55,877ポンド相当）に増えた。
1887年2月10日にカートンで死去、息子ジェラルドが爵位を継承した。

## 著作
- Kildare, The Marquis of (June 1858). The Earls of Kildare, and their Ancestors: From 1057 to 1773 (英語) (1st ed.). Dublin: Hodges, Smith, & Co.
  - 1864年に出版された第4版はインターネットアーカイブで閲覧できる。

## 家族
1847年10月12日、キャロライン・サザーランド＝ルーソン＝ゴア（Caroline Sutherland-Leveson-Gower、1827年4月15日 – 1887年5月13日、第2代サザーランド公爵ジョージ・サザーランド＝ルーソン＝ゴアと妻ハリエット・エリザベス・ジョージアナの間の娘）と結婚、8男7女をもうけた。
- ジェラルディン（Geraldine、1849年4月19日 – 1867年11月15日[9]）
- メイベル（Mabel、1850年8月30日 – 1850年9月13日[9]）
- ジェラルド（1851年8月16日 – 1893年12月1日） - 第5代リンスター公爵[1]
- モーリス（1852年12月16日 – 1901年4月24日） - 1880年4月13日、アデレード・ジェーン・フランシス・フォーブス（Adelaide Janes Frances Forbes、1942年11月18日没、第7代グラナード伯爵ジョージ・フォーブス（英語版）の娘）と結婚、子供あり[8]
- アリス（1853年12月12日[9] – 1941年12月16日） - 1882年5月2日、サー・チャールズ・ジョン・オズワルド・フィッツジェラルド（Sir Charles John Oswald FitzGerald、1912年2月28日没）と結婚、子供あり[7]
- エヴァ（Eva、1855年1月11日[9] – 1931年2月13日[7]）
- メイベル（Mabel、1855年12月16日[9] – 1939年12月8日[7]）
- フレデリック（1857年1月18日 – 1924年3月8日[8]）
- ウォルター（1858年1月22日 – 1923年7月31日[8]）
- チャールズ（1859年8月20日 – 1928年6月28日） - 1887年11月、アリス・シドニア・クラウディアス（Alice Sidonia Claudius、1909年7月没、ペリクルス・クラウディアスの娘）と結婚、子供あり[8]
- ジョージ（1862年2月16日 – 1924年2月23日[8]）
- ヘンリー（1863年8月9日 – 1955年5月31日） - 1891年1月21日、イネズ・シャーロット・グレース・ボトラー（Inez Charlotte Grace Boteler、1967年1月30日没[10]、W・J・カスバード・ボトラーの娘）と結婚、子供あり[7]
- ネスタ（Nesta、1865年4月5日[9] – 1944年12月7日[7]）
- マーガレット（1867年10月11日 – 1867年10月26日[9]）
- ロバート（1868年12月23日 – 1868年12月23日） - 夭折[7]